# 垫状山岭麻黄
垫状山岭麻黄（学名：Ephedra gerardiana var. congesta）为麻黄科麻黄属下的一个变种。